# Salòrepublikanska flygvapnet
Italienska nationalrepublikanska flygvapnet (italienska: Aeronautica Nazionale Repubblicana, ANR, tyska: Nationalrepublikanische Luftwaffe) var flygvapnet för italienska sociala republiken, även kallat Salòrepubliken, under andra världskriget. Ett alternativt namn torde vara Salòrepublikanska flygvapnet.
Salòrepublikanska flygvapnet byggdes på resterna av det kungliga italienska flygvapnet (Regia Aeronautica) som 1943 upphört i och med Italiens kapitulation inför de allierade under andra världskriget. Nazityskland hade då valt att invadera och ockupera norra Italien för att sätta upp en marionettstat med huvudsäte i italienska Salò, sedermera ofta kallat Salòrepubliken, för att återta sin fascistiska allierade. Benito Mussolini, som hade fängslats vid kapitulation, fritogs och sattes som ledare för den nya marionettstaten. En stor del föregående kungliga italienska militärstyrkor valde att gå med i den nya Salòrepublikanska krigsmakten som en fortsättning av föregående krigsmakt. Produktion av italienskt stridsmateriel återtogs och flygplan började produceras för det nyuppsatta flygvapnet.
Det Salòrepublikanska flygvapnet upphörde i och med slutet av andra världskriget i Europa.

## Bildgalleri

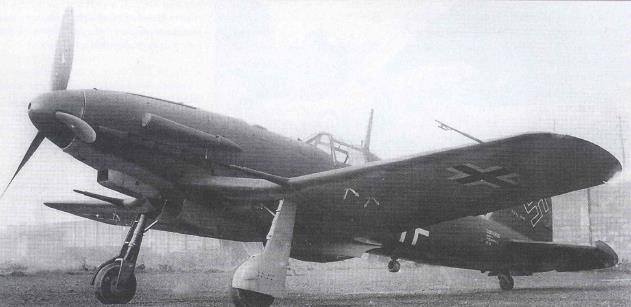
Salòrepublikansk Fiat G.55 Centauro i tidig (tysk) identifikationsmärkning.
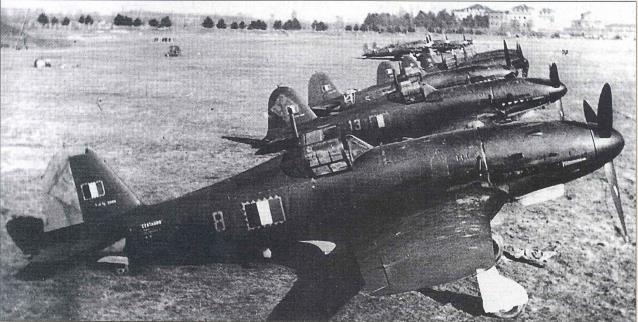
Uppställda Salòrepublikanska G.55:or i senare identifikationsmärkning.
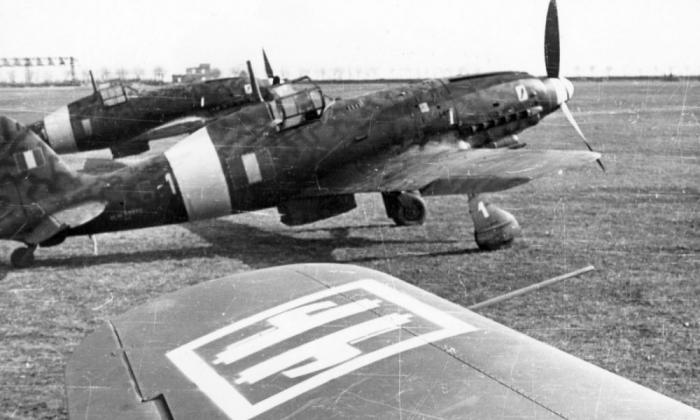
Uppställda Macchi C.205 Veltro(en) i senare identifikationsmärkning.